# Étoile (TV-serie)
Étoile är en amerikansk dramakomediserie. Serien, vars första säsong består av åtta avsnitt, hade premiär den 24 april 2025 på Prime Video, och är skapad av Daniel Palladino och Amy Sherman-Palladino.

## Handling
Dansarna och den konstnärliga personalen från två världskända balettkompanier försöker rädda sina institutioner genom att byta sina mest talangfulla stjärnor med varandra.

## Rollista (i urval)
- Luke Kirby
- Charlotte Gainsbourg
- Lou de Laâge
- Gideon Glick
- David Alvarez
- David Haig
- Simon Callow
- Yanic Truesdale